# Алексо Хаджихристов
Алексо Димов Хаджихристов е български революционер, деец на Вътрешната македоно-одринска революционна организация.

## Биография
Роден е в 1879 година в град Велес, тогава в Османската империя. Влиза във ВМОРО и заедно с Христо Тодоров Майсторов и Христо Николов влиза във велешкия революционен комитет и се опитват да спрат настъплението на сръбската пропаганда. Причакват в местността Преволец, Велешко, сръбския активист Димко Пендов от Ораовец и го раняват. Става нелегален в четата на Никола Дечев и след това в четата на Иван Наумов Алябака. В 1905 година е заловен и осъден. Лежи в затвора, както сам се изразява, като „политически престъпник за българщината“ до Младотурската революция в 1908 година, когато е амнистиран с всички политически затворници.
На 11 април 1943 година, като жител на Велес, подава молба за българска народна пенсия. Молбата е одобрена и пенсията е отпусната от Министерския съвет на Царство България.